# Stent prostatico
Uno stent prostatico è uno stent utilizzato per mantenere aperta l'uretra maschile e permettere il passaggio di urine nel caso di un'ostruzione prostatica e sintomi a carico del tratto urinario inferiore. L'ostruzione prostatica è una condizione comune che riconosce diverse eziologie. L'iperplasia prostatica benigna è la causa più comune, ma l'ostruzione può anche verificarsi acutamente dopo diversi tipi di trattamento, ad esempio ablazione prostatica con ago a radiofrequenza (TUNA), resezione prostatica transuretrale (TURP), termoterapia transuretrale con microonde (TUMT), terapia radiante eseguita per cancro della prostata.

## Classificazione
Ci sono due tipi di stent prostatico: temporaneo e permanente.
Uno stent prostatico permanente non può essere considerato un trattamento medico, ma piuttosto una procedura di tipo chirurgico.
La procedura tuttavia non è tecnicamente complicata. Il posizionamento di uno stent permanente prostatico viene eseguito, di norma, come un trattamento ambulatoriale in anestesia locale oppure spinale e di solito non richiede più di 15-30 minuti.

Il posizionamento di uno stent prostatico temporaneo è ancor meno complicato: può essere inserito in modo simile a un catetere di Foley, e richiede solo l'anestesia topica.

## Stent approvati per l'uso
Allo stato attuale negli U.S.A. vi è un solo stent prostatico temporaneo che ha ricevuto l'approvazione da parte della Food and Drug Administration (FDA).  Lo stent prostatico temporaneo  Spanner mantiene il flusso di urina e permette una minzione naturale e volontaria. Lo stent prostatico è un dispositivo completamente interno e può essere inserito e rimosso facilmente come un catetere di Foley. Lo stent permette un normale funzionamento della vescica e dello sfintere e può essere portato comodamente risultando ben tollerato dai pazienti.
In genere si ricorre allo stent prostatico temporaneo per aiutare i pazienti a mantenere un adeguato flusso di urina dopo ogni procedura medica che può comportare un rigonfiamento della prostata: ad esempio la brachiterapia, la crioterapia, la termoterapia transuretrale con microonde, la resezione prostatica transuretrale. 
Inoltre può essere utilizzato come strumento di diagnosi differenziale, in quanto estremamente efficace nel differenziare una scarsa funzionalità della vescica da un'ostruzione prostatica.
Gli stent permanenti sono spesso spirali metalliche che sono inserite nell'uretra maschile. La maglia intrecciata è progettata per espandersi radialmente, applicando una leggera e costante pressione necessaria per mantenere pervie quelle sezioni d'uretra che ostruiscono il flusso di urina.
La progettazione delle celle dello stent, che una volta aperte hanno un aspetto a rombo che ricorda le facce di un diamante, permette allo stent di diventare quasi incorporato nell'uretra, riducendo così al minimo il rischio di incrostazioni e la dislocazione dello stent stesso.
Gli stent permanenti sono utilizzati per alleviare i problemi connessi all'ostruzione urinaria secondaria all'iperplasia prostatica benigna, alla stenosi uretrale bulbare ricorrente, o la dissinergia dello sfintere detrusore esterno. Il motivo principale per la rimozione d'uno stent permanente è un peggioramento dei sintomi, pur in presenza del dispositivo montato. Altri motivi di rimozione sono la dislocazione, la ritenzione di un coagulo, l'ematuria, e la ritenzione acuta d'urina.
Di solito, gli stent permanenti sono utilizzati solo per gli uomini che non sono disposti oppure non sono in grado di assumere farmaci o che sono riluttanti nell'affrontare un intervento chirurgico. La maggior parte dei medici non considerano uno stent permanente un valido trattamento a lungo termine per la maggior parte dei pazienti.
In Europa e in altri Paesi sono disponibili stent al nichel-titanio. Questi stent si pongono in una posizione intermedia tra stent temporanei e quelli permanenti. Infatti possono rimanere in sede diversi anni e tuttavia essere ancora rimossi con facilità. Il motivo di questa caratteristica è che il nichel-titanio diventa molto morbido e tenero una volta raffreddato con acqua fredda.

## Vantaggi e svantaggi dello stent permanente

### Vantaggi
- Può essere posizionato in 15-30 minuti in anestesia locale
- Il sanguinamento nel corso della procedura chirurgica è minimo
- Il paziente può essere dimesso il giorno stesso della procedura

### Svantaggi
- Possono causare aumento della minzione e incontinenza urinaria di grado lieve
- Possono causare qualche 'fastidio' aspecifico (discomfort)
- Posso dislocarsi dalla loro sede corretta e pertanto causare ostruzione parziale delle vie urinarie oppure incontinenza completa
- Possono infettarsi e talvolta possono essere molto difficili da rimuovere
- Il loro diametro fisso limita successive opzioni chirurgiche per via endoscopica